# トマス・テュー
トマス・テュー (Thomas Tew、1695年没)は、ロードアイランドの海賊と呼ばれた17世紀の海賊であり、海賊周航という時代を築き上げた。同時代にはヘンリー・エイヴリーやウィリアム・キッドなどの著名な海賊が多く活動していた。

## 略歴
テューの出生には諸説あり、アメリカで生まれたともノーサンプトンシャーで生まれたともされるが、いずれも確たる証拠はない。
1691年、バミューダに渡ったテューはスペインやフランスに対する私掠行為を行うようになる。さらに、リチャード・ウォントと親しくなり、後の航海でも共に行動する。

## 最初の航海
1692年、バミューダ植民地総督のリッチャーはガンビア川沿岸のゴリーという土地にあるフランスの商館を占領するため、2隻の私掠船を用意し、それぞれテューとジョージ・デュー船長を指揮官に任命した。総督から船と委任状を受け取った2人は当地の王立アフリカ会社を支援するためバミューダを出港したが、途中で激しい嵐に遭い、デュー船長の船のマストが折れ、2隻は離れ離れになってしまった。
デュー船長は修理のために港に引き返したが、僚船と別れたテューはこれを好機と考え、海賊行為を働くべく乗組員たちを甲板に集めて演説を始めた。雇われの仕事よりも海賊行為のほうが儲かると説くテューに感心した乗組員たちは「金の鎖を手に入れるにしろ、義足をつけることになるにしろ、船長に付いて行くぜ」と答えた。
テューは船を喜望峰へ向け、そこからバブ・エル・マンデブ海峡を通過して紅海に入った。チャールズ・ジョンソンの『海賊史』によると、そこで荷を満載してインドからアラビアに向かう途中の大型船に遭遇し、これを襲った。大型船には300人もの兵士が乗船していたが、兵たちは積荷を守ることよりも身を守ることに専念してしまったという。テューは1人の死者を出すこともなく容易に襲撃を成功させ、金銀や宝石類、スパイス、火薬類などを船に積めるだけ積み込んだ。しかし、現代の研究者によると、このような出来事は実際には起きておらず、上述の略奪劇はヘンリー・エイヴリーによるガンズウェイ号襲撃を描いた『海賊史』の記述から流用されたものであるという。
さらに拿捕した大型船の乗組員から、ほかに5隻の船が続航しているということを聞き及び、テューはそれらの船も獲物にしようと提案した。しかし操舵手ほか乗組員の多くがこれに反対したため、マダガスカルに向かうことになる。テューはマダガスカルで傾船修理を行い、当地に残った26名を除いてニューポートに帰ることにした。
1694年4月、テューはニューポートに到着した。ニューヨーク植民地のベンジャミン・フレッチャー総督はテューやその家族と親しくなり、テューが海賊であることを知りながら彼を歓待し、夕食に招いた。アミティ号は現代の価値で約5000万ドルの財宝をロードアイランドに持ち帰ってきたが、これだけの財宝を誰からどうやって略奪したのかは不明である。テュー船長が400万ドルを受け取り、乗組員たちには60万ドルが分配された。

## 2度目の航海と最期
11月、テューはフレッチャーから新たな私掠免許を与えられ、30人から40人の部下を連れて再び航海に出る。
1695年8月、テューの一味は紅海のマンデブ海峡に到着し、そこで稼業の成功を望む海賊たちに出会った。ファンシー号の船長であるヘンリー・エイヴリーほか、ロードアイランドのジョセフ・ファロ、トマス・ウェイク、ウィリアム・メイ、そしてリチャード・ウォントである。テューと彼らは一緒に航海することとなった。
9月、ムガール帝国の船団がマンデブ海峡を通過したさい、テューと一味はこの船団を追跡した。テューはその内の一隻ファテー・ムハンマド号と戦闘となるが、この戦いの最中、敵弾がテューに当たって戦死してしまった。キャプテン・チャールズ・ジョンソンの『海賊史』によれば、テューは腹から出た腸をしばらく手で押さえていたという。士気を喪失したテューの部下たちは降伏したが、エイヴリーがファテー・ムハンマドを拿捕したために解放された。

## カルチャーにおけるテュー
テューは『海賊史』において、海賊たちの理想郷リバタリアの創設者の1人だとされ、ミッソン船長との盟友関係が描かれるが、これはジョンソンの創作である。
PlayStation 4のビデオゲーム「アンチャーテッド 海賊王と最後の秘宝」では、エイヴリーとテューがリバタリアを創設したというストーリーが語られる。

## 海賊旗

トマス・テューの旗

テューの海賊旗は黒地に剣を持った腕である。黒地ではなく赤と黄の縞模様という点を除いてエドモンド・クックの海賊旗と同様のものである。しかし、当時の資料には、テューがこの旗を掲げていたという記述はなく、テューの海賊旗に関する話は20世紀に創作されたものである。